# NK Maribor

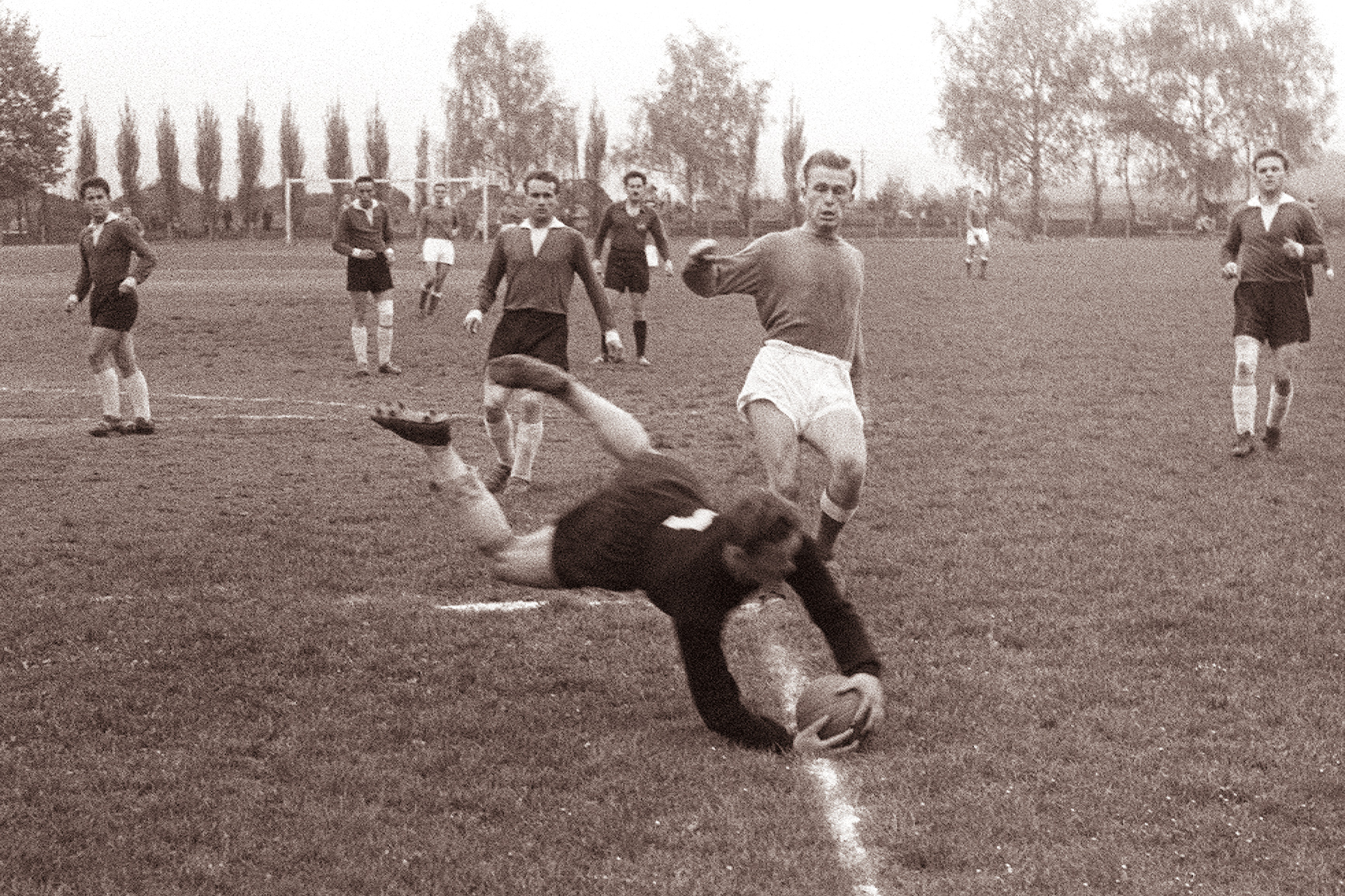
Utkání Mariboru proti NK Rudar Trbovlje z roku 1961

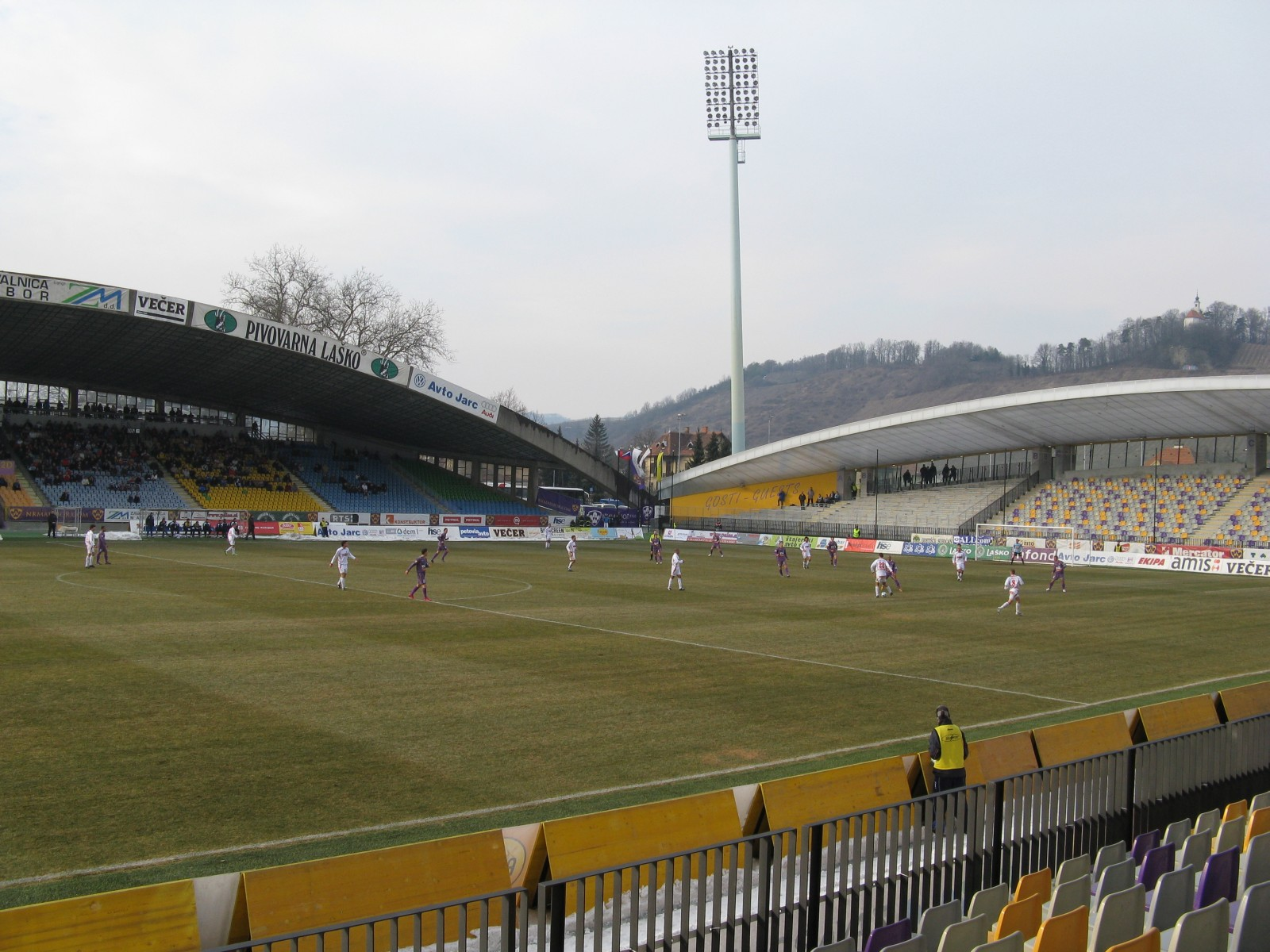
Stadion Ljudski vrt

Nogometni klub Maribor (česky fotbalový klub Maribor, zkráceně NK Maribor) je slovinský fotbalový klub z města Maribor, který byl založen 12. prosince 1960. Své zápasy hraje na stadionu Ljudski vrt s kapacitou 12 994 míst. Klubové barvy jsou fialová a žlutá.
Je nejúspěšnějším klubem své země a jedním ze tří slovinských klubů, který si zahrál nejvyšší soutěž bývalé Jugoslávie. Také jediný slovinský klub, který se probojoval do základní skupiny Ligy mistrů (1999/00, 2014/15 - k srpnu 2014).
V základní skupině D Evropské ligy 2013/14 obsadil v konkurenci Wigan Athletic FC, FK Rubin Kazaň a SV Zulte-Waregem se 7 body konečné 2. místo ve skupině a mohl slavit postup do jarní vyřazovací fáze.

## Úspěchy
- 15× vítěz 1. slovinské ligy (1996/97, 1997/98, 1998/99, 1999/00, 2000/01, 2001/02, 2002/03, 2008/09, 2010/11, 2011/12, 2012/13, 2013/14, 2014/15, 2016/17, 2018/19, 2021/22)[5]
- 9× vítěz slovinského fotbalového poháru (1991/92, 1993/94, 1996/97, 1998/99, 2003/04, 2009/10, 2011/12, 2012/13, 2015/16)[6]
- 4× vítěz slovinského Superpoháru (2009, 2012, 2013, 2014)[7]

## Čeští hráči v klubu
Seznam českých hráčů, kteří působili v klubu NK Maribor:
- Lubomír Kubica (2007–2008)[8]
- Denis Alijagić (od 2023)[9]